# Apolinário Vaz Portugal
Apolinário José Barbosa da Cruz Vaz Portugal GCM (Murtosa, 9 de novembro de 1930 – Santarém, 2 de janeiro de 2008) foi um veterinário, político e professor português. Ocupou diversos cargos em governos portugueses, incluindo o de Ministro da Agricultura nos III e IV Governos Constitucionais. Foi director da Estação Zootécnica Nacional e da Faculdade de Medicina Veterinária de Lisboa.

## Condecorações[1][2]
- Grã-Cruz da Ordem Civil do Mérito Agrícola, Industrial e Comercial - Classe Agrícola de Portugal (20 de novembro de 1991)
- Grã-Cruz da Ordem do Mérito Agrícola de Espanha (26 de janeiro de 1993)
- Oficial da Ordem do Mérito Agrícola de França (26 de janeiro de 1993)
- Grã-Cruz da Ordem do Mérito de Portugal (8 de junho de 2007)

## Funções governamentais exercidas
- III Governo Constitucional
  - Ministro da Agricultura e Pescas
- IV Governo Constitucional
  - Ministro da Agricultura e Pescas